# Lluita als Jocs Olímpics d'estiu de 1936
Als Jocs Olímpics d'Estiu de 1936 celebrats a la ciutat de Berlín (Alemanya) es disputaren 14 proves de lluita, totes elles en categoria masculina, dividint-se en set categories de lluita grecoromana i set de lluita lliure. Les proves es realitzaren entre els dies 2 i 9 d'agost de 1936.

## Resum de medalles

### Lluita grecoromana
| Prova                  | Or                | Argent             | Bronze           |
| Pes gall detalls       | Márton Lõrincz    | Egon Svensson      | Jakob Brendel    |
| Pes ploma detalls      | Yaşar Erkan       | Aarne Reini        | Einar Karlsson   |
| Pes lleuger detalls    | Lauri Koskela     | Jozef Herda        | Voldemar Väli    |
| Pes wèlter detalls     | Rudolf Svedberg   | Fritz Schäfer      | Eino Virtanen    |
| Pes mitjà detalls      | Ivar Johansson    | Ludwig Schweickert | József Palotás   |
| Pes semipesant detalls | Axel Cadier       | Edvīns Bietags     | August Neo       |
| Pes pesant detalls     | Kristjan Palusalu | John Nyman         | Kurt Hornfischer |

### Lluita lliure
| Prova                  | Or                 | Argent          | Bronze               |
| Pes gall detalls       | Ödön Zombori       | Ross Flood      | Johannes Herbert     |
| Pes ploma detalls      | Kustaa Pihlajamäki | Francis Millard | Gösta Frändfors      |
| Pes lleuger detalls    | Károly Kárpáti     | Wolfgang Ehrl   | Hermanni Pihlajamäki |
| Pes wèlter detalls     | Frank Lewis        | Thure Andersson | Joseph Schleimer     |
| Pes mitjà detalls      | Emile Poilvé       | Richard Voliva  | Ahmet Kireççi        |
| Pes semipesant detalls | Knut Fridell       | August Neo      | Erich Siebert        |
| Pes pesant detalls     | Kristjan Palusalu  | Josef Klapuch   | Hjalmar Nyström      |

## Medaller
| Posició | País           | Or | Argent | Bronze | Total |
| 1       | Suècia         | 4  | 3      | 2      | 9     |
| 2       | Hongria        | 3  | 0      | 1      | 4     |
| 3       | Finlàndia      | 2  | 1      | 3      | 6     |
| 4       | Estònia        | 2  | 1      | 2      | 5     |
| 5       | Estats Units   | 1  | 3      | 0      | 4     |
| 6       | Turquia        | 1  | 0      | 1      | 2     |
| 7       | França         | 1  | 0      | 0      | 1     |
| 8       | Alemanya       | 0  | 3      | 4      | 7     |
| 9       | Txecoslovàquia | 0  | 2      | 0      | 2     |
| 10      | Letònia        | 0  | 1      | 0      | 1     |
| 11      | Canadà         | 0  | 0      | 1      | 1     |